# Blue System
Blue System war ein Projekt von Dieter Bohlen, das er 1987 – nach der ersten Auflösung von Modern Talking – gründete. 1998 beendete er das Projekt.

## Geschichte
Das Projekt war im Vergleich zu Modern Talking weniger erfolgreich und vor allem im deutschsprachigen Raum und in Russland bekannt. Blue System stand als Synonym für Dieter Bohlen mit wechselnden Musikern und Tänzerinnen für Auftritte. Die Musik ist wie zuvor bei Modern Talking gekennzeichnet durch überwiegenden Einsatz von Synthesizern mit Drumcomputern in Moll-Tonarten. Die erfolgreichste Single hieß Under My Skin und schaffte es bis Platz 6 der deutschen Charts. Es gab immer wieder auch Experimentalsongs wie Save Me (1989), Behind the Silence (1990), das gänzlich instrumental war sowie auch Duette wie Love Is Such A Lonely Sword mit Audrey Motaung (1990) und It’s All Over mit Dionne Warwick (1991). Während der Erfolg der Singles langsam nachließ, konnte das Album Backstreet Dreams 1993 Platz 5 der LP-Charts erklimmen. Als Mitte der 1990er Jahre auch der Absatz der Alben allmählich nachließ, gab es einen musikalischen Wendepunkt nach dem Album 21st Century. 
Die nachfolgenden Alben wie X-Ten (1994) orientieren sich stark am damals populären Eurodance-Sound und haben stärkere Bässe und Beats. Die Refrains wurden nun hauptsächlich von weiblichen Stimmen übernommen. Dennoch gelang es nicht, mit dem neuen musikalischen Kurs wieder an die frühen Erfolge von Blue System anzuknüpfen. Bekannteste Single dieser Periode ist Laila (1995), die es bis Platz 29 der Single-Charts schaffte. Andere Singles blieben deutlich darunter. Mit der Single Love Will Drive Me Crazy und dem Comeback von Modern Talking 1998 endete das Projekt Blue System.
Detlef Wiedeke, Michael Scholz und Rolf Köhler, ehemalige Studiosänger bei Blue System und Modern Talking, machten seit 2003 wieder Musik – Köhler starb im September 2007 – und kopieren unter dem Namen Systems in Blue den Sound und selbst das Logo von Blue System. Chartplatzierungen konnten sie allerdings nicht erreichen.

## Diskografie
Studioalben

| Jahr | Titel Musiklabel                                | Höchstplatzierung, Gesamtwochen, AuszeichnungChartplatzierungen (Jahr, Titel, Musiklabel, Platzierungen, Wochen, Auszeichnungen, Anmerkungen) | Höchstplatzierung, Gesamtwochen, AuszeichnungChartplatzierungen (Jahr, Titel, Musiklabel, Platzierungen, Wochen, Auszeichnungen, Anmerkungen) | Höchstplatzierung, Gesamtwochen, AuszeichnungChartplatzierungen (Jahr, Titel, Musiklabel, Platzierungen, Wochen, Auszeichnungen, Anmerkungen) | Anmerkungen                                                  |
| Jahr | Titel Musiklabel                                | DE | AT | CH | Anmerkungen                                                  |
| ---- | ----------------------------------------------- | --- | --- | --- | ------------------------------------------------------------ |
| 1987 | Walking on a Rainbow Hansa Records (BMG Ariola) | — | — | — | Erstveröffentlichung: 2. November 1987                       |
| 1988 | Body Heat Hansa Records (BMG Ariola)            | DE20 (15 Wo.)DE | AT23 (10 Wo.)AT | — | Erstveröffentlichung: 17. Oktober 1988                       |
| 1989 | Twilight Hansa Records (BMG Ariola)             | DE11 Gold · (24 Wo.)DE | AT30 (2 Wo.)AT | CH26 (2 Wo.)CH | Erstveröffentlichung: 9. Oktober 1989 Verkäufe: + 250.000    |
| 1990 | Obsession Hansa Records (BMG Ariola)            | DE14 Gold · (13 Wo.)DE | AT18 (7 Wo.)AT | — | Erstveröffentlichung: 8. Oktober 1990 Verkäufe: + 250.000    |
| 1991 | Seeds of Heaven Hansa Records (BMG Ariola)      | DE11 (27 Wo.)DE | AT12 (12 Wo.)AT | — | Erstveröffentlichung: 8. April 1991                          |
| 1991 | Déjà vu Hansa Records (BMG Ariola)              | DE18 Gold · (13 Wo.)DE | AT27 (9 Wo.)AT | — | Erstveröffentlichung: 30. September 1991 Verkäufe: + 250.000 |
| 1992 | Hello America Hansa Records (BMG Ariola)        | DE29 (21 Wo.)DE | AT21 (6 Wo.)AT | — | Erstveröffentlichung: 23. März 1992                          |
| 1993 | Backstreet Dreams Hansa Records (BMG Ariola)    | DE5 (15 Wo.)DE | AT22 (4 Wo.)AT | — | Erstveröffentlichung: 19. April 1993                         |
| 1994 | 21st Century Hansa Records (BMG Ariola)         | DE11 (13 Wo.)DE | — | — | Erstveröffentlichung: 21. März 1994                          |
| 1994 | X-Ten Hansa Records (BMG Ariola)                | DE24 (9 Wo.)DE | — | — | Erstveröffentlichung: 31. Oktober 1994                       |
| 1995 | Forever Blue Hansa Records (BMG Ariola)         | DE18 (11 Wo.)DE | — | — | Erstveröffentlichung: 9. Oktober 1995 Verkäufe: + 50.000     |
| 1996 | Body to Body Hansa Records (BMG Ariola)         | DE29 (5 Wo.)DE | — | — | Erstveröffentlichung: 14. Oktober 1996                       |
| 1997 | Here I Am Hansa Records (BMG Ariola)            | DE38 (3 Wo.)DE | — | — | Erstveröffentlichung: 17. November 1997                      |

## Auszeichnungen
RSH-Gold
- 1988, 1989[6]